# Traditional Cumberland Sausage

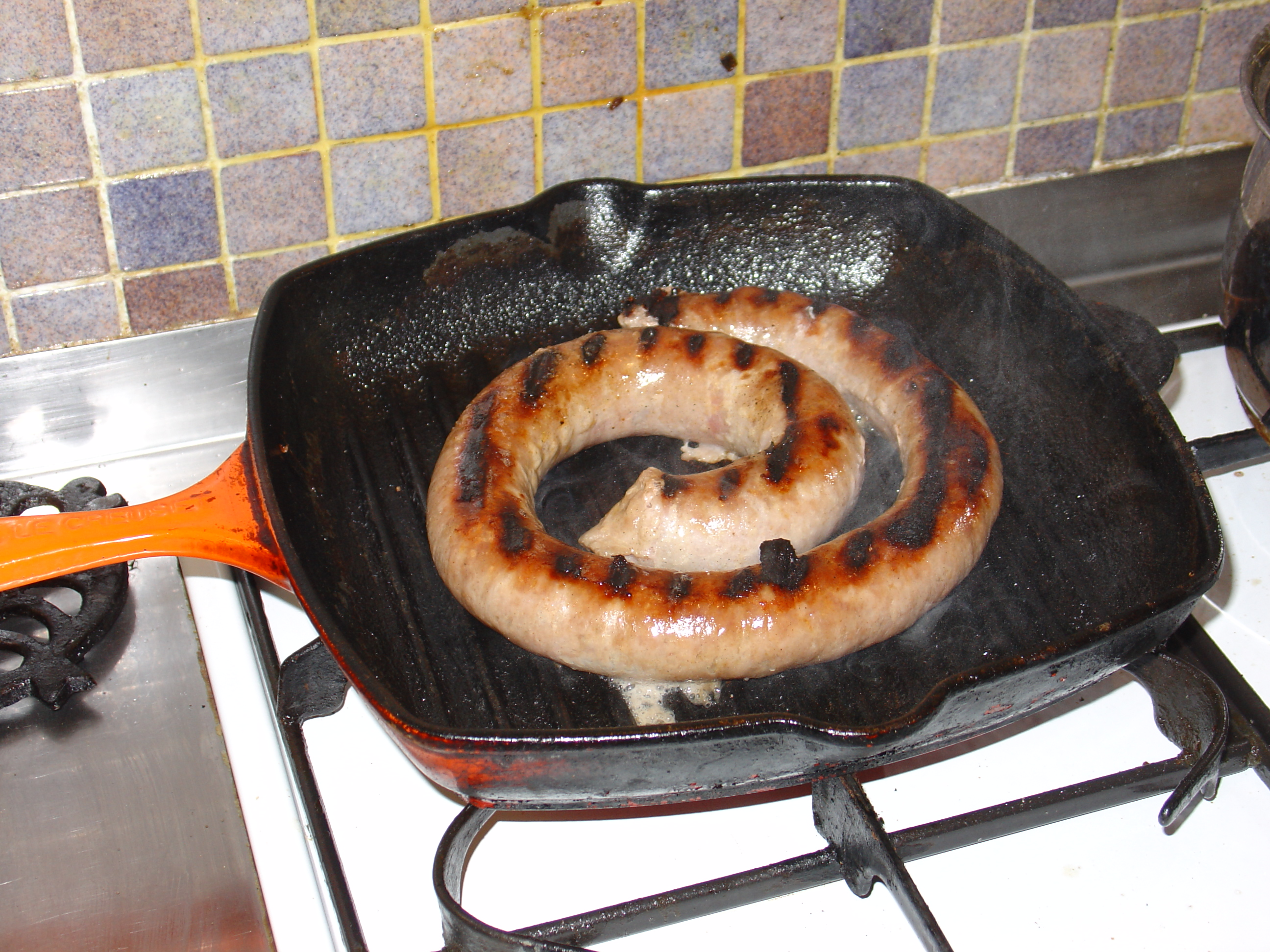
Cumberland sausage in einer Bratpfanne

Die Traditional Cumberland Sausage ist eine Wurst des Vereinigten Königreichs, für die eine Geschützte geografische Angabe als PGI bzw. g.g.A. anerkannt wurde. Die Registrierung wurde am 22. März 2011 abgeschlossen.
Sie ist eine Bratwurst, die aus Schweinefleisch hergestellt und in Därmen zu langen Rollen in Schneckenform gelegt wird. Der Schutzstatus umfasst Produkte aus der Region Cumbria und bezieht sich auf die historische Grafschaft Cumberland als regionales Zentrum.